# Cândești (Botoșani)
Pour les articles homonymes, voir Cândești.
Cândești est une commune du județ de Botoșani en Roumanie.